# Ocreza
Der Ocreza ist ein rechter (nördlicher) Nebenfluss des Tejo in Zentral-Portugal. Er wird von der Talsperre Pracana zu einem Stausee (portugiesisch Albufeira da Barragem de Pracana) aufgestaut. Er mündet etwa vier Kilometer unterhalb der Talsperre Pracana in den Tejo.